# كتلة التمايز 117
كتلة التمايز 117 (بالإنجليزية: Cluster of differentiation 117 أو CD117)‏ أو مستقبل عامل نمو الخلايا البدينة والجذعية (بالإنجليزية: Mast/stem cell growth factor receptor أو SCFR)‏ هو بروتين مستقبل تيروسين كيناز ومشفر بالمورثة KIT.
من الأسماء الأخرى:
- proto-oncogene c-Kit
- tyrosine-protein kinase Kit

## الوظيفة
KIT هو مستقبل سيتوكين يُعبَّر عنه على سطح الخلايا الجذعية المكونة للدم بالإضافة إلى أنماط خليوية أخرى. قد ترتبط الأشكال المعدلة من هذا المستقبل ببعض أنواع السرطان. KIT هو مستقبل كاينيز تيروسين نمط III، يرتبط بعامل الخلية الجذعية (مادة تتسبب بنمو أنماط معينة من الخلايا)، يعرف أيضًا بـ«العامل الفولاذي» أو «لجين c-KIT». عندما يرتبط هذا المستقبل بعامل الخلية الجذعية (إس سي إف) يتشكل ديمر يفعل نشاط الكاينيز تيروسين الداخلي، والذي بدوره يفسفر ويفعل جزيئات تنبيغ الإشارة المفردة التي تنشر الإشارة داخل الخلية. بعد التفعيل، تحصل عملية وبكنة (تعديل يوبيكوتين) على المستقبل لوصمه من أجل انتقاله إلى الجسيم الحال وتدميره في نهاية المطاف. يلعب نقل الإشارة عبر KIT دورًا في بقاء، وتكاثر، وتمايز الخلية. على سبيل المثال، يُتطلب نقل إشارة عبر KIT من أجل بقاء الخلايا الميلانينية، ويدخل أيضًا ضمن تكون الدم وتكوين الجاميتات.

## البنية
كما الأعضاء الأخرى لعائلة مستقبل كاينيز تيروسين III، يتكون KIT من ميدان خارج خلوي، وميدان عابر للغشاء، وميدان مجاور للغشاء، وميدان كاينيز تيروسين داخل خلوي. يتألف الميدان خارج الخلوي من خمسة ميادين شبيهة بالغلوبيولين المناعي، ينقطع ميدان بروتين كيناز بمتوالية مغروزة محبة للماء مؤلفة من نحو 80 حمض أميني. يرتبط لجين عامل الخلية الجذعية عن طريق ميدان الغلوبيولني المناعي الثاني والثالث.

## وصمة سطح الخلية
جزيئات عنقود التمايز (سي دي) هي وصمات على سطح الخلية، تتعرف عليها مجموعة محددة من الأجسام المضادة، تُستخدم لمعرفة نمط الخلية، ودرجة التمايز وفعالية الخلية. KIT هو وصمات مهمة على سطح الخلية تستخدم لمعرفة أنماط معينة من الخلايا السلف المكونة للدم في نخاع العظم. على وجه التحديد، تعبّر الخلايا الجذعية المكونة للدم (إتش إس سي)، والخلايا السلف متعددة القدرات (إم بّي بّي)، وخلايا السلف النخاعية (النقوية) المشتركة (سي إم بّي) عن مستويات مرتفعة من KIT. تعبّر الخلايا السلف اللمفاوية المشتركة (سي إل بّي) عن مستويات سطحية منخفضة من KIT. يحدد KIT أيضًا الخلايا السلف التوتية الباكرة في التيموس –الخلايا السلف سلالة T الباكرة (إي تي بّي/دي إن 1) وتعبر الخلايا التوتية دي إن 2 عن مستويات مرتفعة من c-KIT. هي وصمة أيضًا للخلايا الجذعية البروستاتية الفأرية. تعبر أيضًا الخلايا الصارية، والخلايا الميلانينية في الجلد، وخلايا كاجال المعوية في القناة الهضمية عن KIT. عند البشر، يُستخدم للتعبير عن c-KIT في الخلايا اللمفاوية الفطرية الشبيهة بالمساعدة (آي إل سي) التي تفتقر إلى التعبير عن CRTH2 (CD294) من أجل وصم مجموعة آي إل سي 3.

## التفاعلات
أظهرت كتلة التمايز 117 تفاعلات مع:
- APS[9]
- BCR[10]
- CD63[11]
- CD81[11]
- CD9[11]
- CRK[12][12]
- CRKL[13][14]
- DOK1,[15]
- FES[16][16]
- GRB10[17]
- Grb2[18][19][20]
- KITLG[21][22]
- LNK[23]
- LYN[15][24]
- MATK[25][26]
- MPDZ[27]
- PIK3R1[13][18][28]
- PTPN11[29][30]
- PTPN6[30][31]
- STAT1[32]
- SOCS1[18]
- SOCS6[33]
- SRC[34]
- TEC[35]